# Virtus Eirene Ragusa 2017-2018
Questa voce raccoglie le informazioni riguardanti la Virtus Eirene Ragusa nelle competizioni ufficiali della stagione 2017-2018.

## Stagione
La stagione 2017-2018 è la quinta che la squadra, sponsorizzata Passalacqua Trasporti, disputa in Serie A1. La squadra partecipa per la seconda volta all'EuroCup. La presentazione della squadra è avvenuta il 27 settembre.

## Verdetti stagionali
Competizioni nazionali
- Serie A1: (29 partite)

stagione regolare: 3º posto su 10 squadre (13-9);
play-off: finale persa contro Schio (2-3).
Competizioni europee
- EuroCup: (10 partite)

stagione regolare: 1º posto su 4 squadre nel gruppo H (6-0);
sconfitta negli ottavi di finale dall'Uni Girona (risultato aggregato: 133-163).

## Organigramma societario
Area dirigenziale
- Presidente: Gianstefano Passalacqua, poi Davide Passalacqua
- Vice presidente: Giovanni Licitra
- Dirigente Responsabile: Salvatore Padua

Area Tecnica
- Allenatore: Recupido Gianni
- Vice allenatore: Ninni Gebbia
- Assistente allenatore: Maurizio Ferrara
- Addetto statistiche: Simone Trapani
- Preparatore atletico: Paolo Modica
- Addetto arbitri: Maurizio Vincenzi
- Responsabile del settore giovanile: Ninni Gebbia

Area Sanitaria
- Medico Sociale: Tonino Nicosia
- Massofisioterapista: Carlo Schembari

## Roster
| Passalacqua Ragusa | Passalacqua Ragusa |
| Giocatrici         | Staff tecnico      |
| ------------------ | ------------------ |

| 4  | Italia (bandiera)                      | GA | Chiara Consolini      | 1988 | 183 cm |  |  |
| 5  | Italia (bandiera)                      | PG | Gaia Gorini           | 1992 | 180 cm |  |  |
| 6  | Italia (bandiera)                      | G  | Lia Valerio (C)       | 1987 | 179 cm |  |  |
| 8  | Italia (bandiera)                      | A  | Laura Spreafico       | 1991 | 181 cm |  |  |
| 9  | Italia (bandiera)                      | AC | Alessandra Formica    | 1993 | 190 cm |  |  |
| 11 | Italia (bandiera)                      | P  | Beatrice Stroscio     | 2001 | 168 cm |  |  |
| 12 | Italia (bandiera)                      | A  | Giorgia Rimi          | 2000 | 184 cm |  |  |
| 15 | Italia (bandiera)                      | A  | Maria Miccoli         | 1995 | 184 cm |  |  |
| 17 | Italia (bandiera)                      | P  | Agnese Soli           | 1987 | 168 cm |  |  |
| 21 | Italia (bandiera)                      | C  | Lucia Adele Savatteri | 2001 | 190 cm |  |  |
| 23 | Italia (bandiera)                      | P  | Giulia Bongiorno      | 2000 | 173 cm |  |  |
| 25 | Stati Uniti (bandiera)                 | C  | Dearica Hamby         | 1993 | 191 cm |  |  |
| 30 | Stati Uniti (bandiera)                 | A  | Jessica Kuster        | 1992 | 188 cm |  |  |
| 45 | Senegal (bandiera) · Spagna (bandiera) | AC | Astou Ndour           | 1994 | 194 cm |  |  |

| Allenatore                                                                      |
| - Gianni Recupido Vice allenatore: - Ninni Gebbia                               |
| Assistente/i                                                                    |
| - Maurizio Ferrara Legenda - (C) Capitano Roster Aggiornato al: 3 dicembre 2017 |

## Mercato
Confermate le giocatrici Lia Valerio, Chiara Consolini, Alessandra Formica, Gaia Gorini, Astou Ndour e Laura Spreafico, la società ha effettuato i seguenti trasferimenti:
| Acquisti | Acquisti       | Acquisti          | Acquisti   |
| R.       | Nome           | da                | Modalità   |
| -------- | -------------- | ----------------- | ---------- |
| A        | Maria Miccoli  | Le Mura Lucca     | definitivo |
| P        | Agnese Soli    | Pall. Broni       | definitivo |
| C        | Dearica Hamby  | San Antonio Stars | definitivo |
| A        | Jessica Kuster | PEAC-Pécs         | definitivo |

| Cessioni | Cessioni                | Cessioni        | Cessioni       |
| R.       | Nome                    | a               | Modalità       |
| -------- | ----------------------- | --------------- | -------------- |
| G        | Erlana Larkins          | Çukurova Mersin | fine contratto |
| C        | Laura Nicholls González | Avenida         | fine contratto |
| G        | Benedetta Bagnara       | Vigarano        | fine contratto |
| AC       | Federica Brunetti       | Le Mura Lucca   | fine contratto |
| P        | Julie Vanloo            | Istanbul Univ.  | fine contratto |

## Risultati

### Campionato

#### Play-off

##### Quarti di finale
| Arbitri: | Calogero Cappello (Porto Empedocle) Sebastiano Tarascio (Priolo Gargallo) Angela Rita Castiglione (Palermo) |

|                    |          |            |
| Hamby 20           | Punti    | 20 Keys    |
| Consolini, Hamby 5 | Assist   | 8 Gianolla |
| Hamby 12           | Rimbalzi | 6 Mahoney  |

| Arbitri: | Claudio Di Toro (Perugia) Francesco Meneghini (Verona) Federica Servillo (Perugia) |

|            |          |                   |
| Mahoney 16 | Punti    | 20 Ndour          |
| Gianolla 6 | Assist   | 4 Consolini, Soli |
| Bailey 8   | Rimbalzi | 8 Hamby           |

##### Semifinale
| Arbitri: | Gianluca Capotorto (Palestrina) Leonardo Solfanelli (Livorno) Diletta Bandinelli (Perugia) |

|             |          |           |
| Williams 33 | Punti    | 16 Kuster |
| Williams 3  | Assist   | 3 Soli    |
| Williams 11 | Rimbalzi | 13 Hamby  |

| Arbitri: | Luca Bonfante (Lonigo) Giampaolo Marota (San Benedetto del Tronto) Giulia Sartori (Arsiè) |

|             |          |          |
| Bestagno 18 | Punti    | 24 Ndour |
| Dotto 4     | Assist   | 6 Hamby  |
| Walker 7    | Rimbalzi | 11 Hamby |

| Arbitri: | Chiara Maschietto (Treviso) Valerio Salustri (Roma) Corrado Triffiletti (Messina) |

|                            |          |             |
| Consolini, Hamby, Ndour 14 | Punti    | 18 Little   |
| Soli 5                     | Assist   | 3 Dotto     |
| Hamby 14                   | Rimbalzi | 10 Williams |

| Arbitri: | Calogero Cappello (Porto Empedocle) Michele Capurro (Reggio Calabria) Rosa Anna Nocera (Cosenza) |

|                   |          |              |
| Hamby 16          | Punti    | 18 Williams  |
| Consolini, Soli 5 | Assist   | 2 Williams   |
| Hamby 18          | Rimbalzi | 10 Růžičková |

| Arbitri: | Umberto Tallon (Bologna) Daniele Yang Yao (Vigasio) Claudia Ferrara (Napoli) |

|              |          |                |
| Carangelo 18 | Punti    | 18 Hamby       |
| Williams 3   | Assist   | 3 Kuster, Soli |
| Carangelo 8  | Rimbalzi | 16 Hamby       |

##### Finale
| Arbitri: | Chiara Maschietto (Treviso) Giulio Pepponi (Spello) Elena Colazzo (Milano) |

|             |          |              |
| Yacoubou 23 | Punti    | 18 Consolini |
| Anderson 6  | Assist   | 5 Hamby      |
| Yacoubou 10 | Rimbalzi | 11 Hamby     |

| Arbitri: | Marco Vita (Ancona) Marco Pierantozzi (Ascoli Piceno) Silvia Marziali (Roma) |

|                |          |                   |
| Zandalasini 19 | Punti    | 22 Hamby          |
| Dotto 5        | Assist   | 3 Consolini, Soli |
| Anderson 11    | Rimbalzi | 12 Hamby          |

| Arbitri: | Gianluca Capotorto (Palestrina) Michele Centonza (Grottammare) Diletta Bandinelli (Perugia) |

|          |          |                        |
| Hamby 14 | Punti    | 11 Macchi, Zandalasini |
| Gorini 6 | Assist   | 4 Dotto                |
| Hamby 9  | Rimbalzi | 8 Anderson             |

| Arbitri: | Calogero Cappello (Porto Empedocle) Marco Catani (Pescara) Valentina Del Monaco (Bologna) |

|                |          |              |
| Hamby 22       | Punti    | 16 Miyem     |
| Kuster, Soli 6 | Assist   | 5 Dotto      |
| Kuster 9       | Rimbalzi | 7 Hruščáková |

| Arbitri: | Alessandro Costa (Livorno) Duccio Maschio (Firenze) Giulia Sartori (Arsiè) |

|             |          |                    |
| Yacoubou 15 | Punti    | 15 Consolini       |
| Anderson 4  | Assist   | 3 Consolini, Hamby |
| Anderson 8  | Rimbalzi | 9 Hamby, Kuster    |

### EuroCup (Eurocoppa)

#### Regular season: Gruppo H
|    | Squadra            | Pt. | G | V | P | PF  | PS  | diff |
| -- | ------------------ | --- | - | - | - | --- | --- | ---- |
| 1. | Passalacqua Ragusa | 12  | 6 | 6 | 0 | 455 | 344 | +111 |
| 2. | KSC Szekszárd      | 10  | 6 | 4 | 2 | 435 | 402 | +33  |
| 3. | ČEZ Nymburk        | 7   | 6 | 1 | 5 | 404 | 451 | -47  |
| 4. | GdEssa Barreiro    | 7   | 6 | 1 | 5 | 362 | 459 | -97  |

##### Girone di andata
| Arbitri: | Luka Kardum Alexander Eger Carsten Straube |

|                   |          |             |
| Mc Call 15        | Punti    | 18 Kuster   |
| Oblak 5           | Assist   | 8 Consolini |
| Krnjić, Mc Call 5 | Rimbalzi | 10 Hamby    |

| Arbitri: | Bernard Vassallo Kyriacos Christou Stylianos Simeonidis |

|          |          |                     |
| Hamby 24 | Punti    | 16 Payne            |
| Gorini 5 | Assist   | 3 M. Silva da Costa |
| Ndour 9  | Rimbalzi | 9 E. Ferreira       |

| Arbitri: | Sergey Krug Kerem Baki Alexander Eger |

|             |          |           |
| Vaughn 24   | Punti    | 28 Hamby  |
| Sotolová 4  | Assist   | 5 Kuster  |
| Linskens 13 | Rimbalzi | 12 Kuster |

##### Girone di ritorno
| Arbitri: | Anthonie Sinterniklaas Can Mavisu Esperanza Mendoza Holgado |

|                       |          |           |
| Consolini 22 Hamby 20 | Punti    | 20 Krnjić |
| Soli 5                | Assist   | 5 Oblak   |
| Kuster 6              | Rimbalzi | 8 Mc Call |

| Arbitri: | Rune Ressel Larsen Abigail Catrix Esperanza Mendoza Holgado |

|                                  |          |                  |
| M. Silva da Costa 17             | Punti    | 28 Hamby         |
| E. Ferreira, M. Silva da Costa 2 | Assist   | 5 Gorini, Kuster |
| M. Silva da Costa 9              | Rimbalzi | 8 Kuster         |

| Arbitri: | Bernard Vassallo Milosav Kaludjerovic Mehmet Sahin |

|                     |          |               |
| Kuster 15           | Punti    | 23 Vaughn     |
| Consolini, Kuster 4 | Assist   | 6 Wells       |
| Hamby 10            | Rimbalzi | 16 Khomenchuk |

#### Sedicesimi di finale
| Arbitri: | Andris Aunkrogers Elena Chernova Abigail Catrix |

|            |          |                        |
| Copper 24  | Punti    | 29 Ndour               |
| Škerović 6 | Assist   | 4 Gorini, Kuster, Soli |
| Vītola 8   | Rimbalzi | 10 Ndour               |

| Arbitri: | Tomislav Vovk Bernard Vassallo Kerem Baki |

|                 |          |                     |
| Hamby 23        | Punti    | 21 Copper           |
| Consolini 5     | Assist   | 4 Morawiec          |
| Hamby, Kuster 9 | Rimbalzi | 10 Aleksandravicius |

#### Ottavi di finale
| Arbitri: | Chris Dodds Luis Lopes Anthonie Sinterniklaas |

|          |          |          |
| Mendy 16 | Punti    | 20 Hamby |
| Romeo 8  | Assist   | 3 Kuster |
| Evans 11 | Rimbalzi | 6 Kuster |

| Arbitri: | Nikolaos Somos Gellert Kapitany Marek Kukelcik |

|               |          |            |
| Hamby 18      | Punti    | 18 Colhado |
| Gorini 4      | Assist   | 5 Martínez |
| Astou Ndour 9 | Rimbalzi | 8 Colhado  |

## Statistiche

### Statistiche di squadra
| Competizione | Punti | In casa | In casa | In casa | In casa | In casa | In trasferta | In trasferta | In trasferta | In trasferta | In trasferta | Totale | Totale | Totale | Totale | Totale | Totale |
| Competizione | Punti | G       | V       | P       | Ptf     | Pts     | G            | V            | P            | Ptf          | Pts          | G      | V      | P      | Ptf    | Pts    | Diff.  |
| ------------ | ----- | ------- | ------- | ------- | ------- | ------- | ------------ | ------------ | ------------ | ------------ | ------------ | ------ | ------ | ------ | ------ | ------ | ------ |
| Serie A1     | 26    | 10      | 8       | 2       | 724     | 604     | 12           | 5            | 7            | 776          | 794          | 22     | 13     | 9      | 1500   | 1398   | +102   |
| Play-off     |       | 5       | 4       | 1       | 343     | 313     | 7            | 3            | 4            | 443          | 435          | 12     | 7      | 5      | 786    | 748    | +38    |
| EuroCup      | 12    | 5       | 4       | 1       | 370     | 317     | 5            | 4            | 1            | 365          | 328          | 10     | 8      | 2      | 735    | 645    | +90    |
| Totale       | 38    | 20      | 16      | 4       | 1437    | 1234    | 24           | 12           | 12           | 1584         | 1557         | 44     | 28     | 16     | 3021   | 2791   | +230   |

### Andamento in campionato
stagione regolare
| Giornata  | 1 | 2 | 3 | 4 | 5 | 6 | 7 | 8 | 9 | 10 | 11 | 12 | 13 | 14 | 15 | 16 | 17 | 18 |
| --------- | - | - | - | - | - | - | - | - | - | -- | -- | -- | -- | -- | -- | -- | -- | -- |
| Luogo     | T | C | T | C | T | C | C | T | C | T  | T  | C  | T  | C  | T  | T  | C  | T  |
| Risultato | P | V | P | V | V | P | V | P | V | P  | V  | V  | V  | V  | V  | P  | P  | V  |
| Posizione | 6 | 3 | 6 | 7 | 5 | 5 | 5 | 5 | 5 | 6  | 5  | 6  | 5  | 5  | 3  | 3  | 3  | 3  |

Legenda:

Luogo: C = Casa; T = Trasferta. Risultato: V = Vittoria; P = Sconfitta.
fase a orologio
| Giornata  | 1 | 2 | 3 | 4 |
| --------- | - | - | - | - |
| Luogo     | C | C | T | T |
| Risultato | V | V | P | P |
| Posizione | 3 | 3 | 3 | 3 |

### Giocatrici
Campionato (stagione regolare e play-off)
| Giocatrice              | Partite | PG | Minuti | Punti | Tiri da due | Tiri da due | Tiri da due | Tiri da tre | Tiri da tre | Tiri da tre | Tiri liberi | Tiri liberi | Tiri liberi | Rimbalzi | Rimbalzi | Rimbalzi | Palle | Palle | Stoppate | Stoppate | Assist | Falli | Falli | Val. |
| Giocatrice              | Partite | PG | Minuti | Punti | R           | T           | %           | R           | T           | %           | R           | T           | %           | D        | O        | T        | P     | R     | S        | D        | Assist | F     | S     | Val. |
| ----------------------- | ------- | -- | ------ | ----- | ----------- | ----------- | ----------- | ----------- | ----------- | ----------- | ----------- | ----------- | ----------- | -------- | -------- | -------- | ----- | ----- | -------- | -------- | ------ | ----- | ----- | ---- |
| Bongiorno Giulia        | 29      | 6  | 19     | 2     | 1           | 3           | 33          | 0           | 1           | 0           | 0           | 0           | 0           | 0        | 1        | 1        | 1     | 0     | 1        | 0        | 1      | 1     | 0     | -2   |
| Consolini Chiara        | 34      | 34 | 1032   | 315   | 94          | 225         | 42          | 27          | 135         | 20          | 46          | 66          | 70          | 78       | 5        | 83       | 50    | 34    | 3        | 7        | 94     | 64    | 77    | 234  |
| Formica Alessandra      | 33      | 32 | 605    | 172   | 69          | 154         | 45          | 4           | 16          | 25          | 22          | 36          | 61          | 63       | 45       | 108      | 28    | 6     | 6        | 8        | 22     | 50    | 40    | 161  |
| Gorini Maddalena Gaia   | 34      | 34 | 664    | 156   | 44          | 106         | 42          | 6           | 32          | 19          | 50          | 67          | 75          | 73       | 12       | 85       | 56    | 24    | 1        | 3        | 77     | 43    | 67    | 207  |
| Hamby Dearica Marie     | 29      | 29 | 917    | 488   | 196         | 371         | 53          | 2           | 19          | 11          | 90          | 131         | 69          | 222      | 73       | 295      | 63    | 48    | 15       | 7        | 81     | 75    | 144   | 677  |
| Kuster Jessica Lynne    | 34      | 33 | 1071   | 416   | 125         | 267         | 47          | 26          | 76          | 34          | 88          | 114         | 77          | 146      | 49       | 195      | 53    | 32    | 5        | 7        | 70     | 55    | 101   | 490  |
| Miccoli Maria           | 34      | 20 | 173    | 36    | 11          | 31          | 35          | 3           | 5           | 60          | 5           | 6           | 83          | 18       | 7        | 25       | 16    | 7     | 3        | 0        | 14     | 32    | 10    | 18   |
| Ndour Gueye Astou Barro | 34      | 34 | 1010   | 505   | 171         | 287         | 60          | 35          | 101         | 35          | 58          | 74          | 78          | 153      | 80       | 233      | 25    | 29    | 13       | 34       | 24     | 69    | 55    | 575  |
| Rimi Giorgia            | 20      | 2  | 7      | 2     | 1           | 4           | 25          | 0           | 0           | 0           | 0           | 0           | 0           | 0        | 1        | 1        | 0     | 0     | 0        | 0        | 0      | 0     | 0     | 0    |
| Savatteri Lucia Adele   | 5       | 0  | 0      | 0     | 0           | 0           | 0           | 0           | 0           | 0           | 0           | 0           | 0           | 0        | 0        | 0        | 0     | 0     | 0        | 0        | 0      | 0     | 0     | 0    |
| Soli Agnese             | 34      | 34 | 763    | 91    | 20          | 49          | 41          | 14          | 44          | 32          | 9           | 12          | 75          | 63       | 13       | 76       | 38    | 26    | 0        | 0        | 104    | 63    | 36    | 170  |
| Spreafico Laura         | 30      | 28 | 457    | 92    | 4           | 18          | 22          | 26          | 81          | 32          | 6           | 8           | 75          | 22       | 3        | 25       | 11    | 8     | 3        | 1        | 25     | 21    | 13    | 58   |
| Stroscio Beatrice       | 14      | 4  | 14     | 4     | 1           | 4           | 25          | 0           | 1           | 0           | 2           | 2           | 100         | 1        | 0        | 1        | 2     | 2     | 1        | 0        | 0      | 1     | 2     | 1    |
| Valerio Lia Rebecca     | 14      | 7  | 69     | 7     | 1           | 3           | 33          | 1           | 4           | 25          | 2           | 2           | 100         | 9        | 0        | 9        | 5     | 0     | 0        | 1        | 1      | 5     | 1     | 4    |